# Hit Man (film, 2023)
Hit Man är en amerikansk actionkomedifilm från 2023. Filmen är regisserad av Richard Linklater, som även skrivit manus tillsammans med Glen Powell och Skip Hollandsworth.
Filmen hade världspremiär på filmfestivalen i Venedig den 5 september 2023. Den hade biopremiär i Sverige den 31 maj 2024, utgiven av Scanbox Entertainment.

## Handling
Filmen kretsar kring en frivillig hos Houston-polisen som utger sig för att vara yrkesmördare för att hjälpa till att fånga brottslingar. När han förälskar sig i en potentiell klient bli tillvaron mer komplicerad.

## Rollista (i urval)
- Glen Powell – Gary Johnson
- Adria Arjona – Maddy Masters
- Austin Amelio – Jasper
- Retta